# Priobium carpini
Priobium carpini är en skalbaggsart som först beskrevs av Herbst 1793.  Priobium carpini ingår i släktet Priobium och familjen trägnagare. Enligt den finländska rödlistan är arten nära hotad i Finland. Enligt den svenska rödlistan är arten sårbar i Sverige. Arten förekommer i Götaland. Artens livsmiljö är moskogar. Inga underarter finns listade i Catalogue of Life.